# هيذر هيمينز
هيذر هيمينز (بالإنجليزية: Heather Hemmens)‏ هي منتجة أفلام ومخرجة وممثلة أمريكية، ولدت في 10 يوليو 1988 في الولايات المتحدة.

## أعمال

### أفلام
- (2005) ذا دوكس اوف هازرد[5]
- (2006) طريق المجد

## وصلات خارجية
- هيذر هيمينز على موقع IMDb (الإنجليزية)
- هيذر هيمينز على موقع روتن توميتوز (الإنجليزية)
- هيذر هيمينز على موقع ألو سيني (الفرنسية)
- هيذر هيمينز على موقع ميوزك برينز (الإنجليزية)
- هيذر هيمينز على موقع أول موفي (الإنجليزية)
- هيذر هيمينز على موقع قاعدة بيانات الفيلم (الإنجليزية)
- هيذر هيمينز على موقع كينوبويسك (الروسية)